# Iuli Khariton
Iuli Khariton   (Sant Petersburg, 27 de febrer de 1904 - Sarov, 18 de desembre de 1996), nom complet amb patronímic Iuli Boríssovitx Khariton, rus: Ю́лий Бори́сович Харито́н, fou un físic rus i soviètic i un dels líders en el programa d'armes nuclears de la Unió Soviètica Des de l'inici del projecte de bomba atòmica per Ióssif Stalin el 1943, Khariton va ser el "principal dissenyador d'armes nuclears" i va romandre associat al programa soviètic durant gairebé quatre dècades. Amb motiu del centenari del seu naixement, el 2004, la seva imatge va aparèixer en un segell postal emès pel govern rus.

## Biografia

### Família, primers anys i educació
Iuli Boríssovitx Khariton va néixer a Sant Petersburg, Imperi Rus, en una família ètnicament russojueva. El seu pare, Borís Óssipovitx Khariton era un conegut periodista, redactor executiu de l'òrgan del Partit Democràtic Constitucional, el diari Retx. Després que la Revolució Russa desmantellés l'autocràcia tsarista el 1917, Borís Khariton va tenir enfrontaments amb els bolxevics, ja que estava en desacord amb l'ideari soviètic de Vladímir Lenin. El seu pare va marxar de la Rússia Soviètica i es va exiliar als Estats Bàltics el 1922, a l'edat de quaranta-sis anys, juntament amb professors i periodistes en un dels anomenats vaixells dels filòsofs, i posteriorment treballaria per a un diari d'emigrants a Letònia. Va romandre allà fins a l'annexió de Letònia per la Unió Soviètica el 1940 i, a l'edat de seixanta-quatre anys, va ser arrestat per l'NKVD i condemnat a set anys de treballs forçats en un gulag, on va morir.
L'avi, Ióssif Davídovitx Khariton, era un comerciant del primer gremi a Feodòssia; la germana del pare, Etlia (Adel), Ióssifovna Khariton, estava casada amb l'historiador Iuli Issídorovitx Guessen (el seu fill fou el periodista i guionista Danïil Iúlievitx Guessen. Un cosí (fill de l'altra germana del seu pare) fou el periodista i corresponsal d'Izvéstia David Iefrémovitx Iujin (cognom real Rakhmílovitx; 1892-1939).
La mare de Iuli, Mirra Iàkovlevna Buróvskaia (pel seu segon matrimoni, Eitingon; 1877-1947), fou una actriu de teatre (nom artístic Mirra Birens) que va actuar al Teatre d'Art de Moscou. Va abandonar Rússia el 1910 a causa d'una malaltia que havia de ser tractada fora del país.Iuli tenia sis anys quan la seva mare el va deixar i estigué al càrrec d'una dona estoniana, contractada pel seu pare durant l'exili a Letònia. La mare de Iuli no va tornar mai a Rússia i es va divorciar del seu pare, només per casar-se amb el seu psiquiatre, el doctor Max Eitingon.
Després d'haver viscut a Alemanya, Mirra es va traslladar a Tel-Aviv, Palestina, el 1933, on va romandre fins a la seva mort. És enterrada a Jerusalem.
A Iuli se li va prohibir de posar-se en contacte amb els seus pares després d'haver començat a fer treballs classificats a la Unió Soviètica. Els seus viatges van ser molt restringits per la Unió Soviètica i més tard per Rússia.
Iuli va ser educat a casa per la seva majordoma estoniana, contractada pel seu pare, que li va ensenyar alemany. A l'edat d'onze anys, va començar a assistir regularment a l'escola. A Sant Petersburg, va assistir a una escola taller, on s'hi va estar fins als quinze anys, i va trobar feina en un taller mecànic local, on es va formar com a operador de maquinària.
El 1920, es va inscriure a l'Institut Politècnic de Leningrad per estudiar enginyeria mecànica, però després va optar per estudiar física, que lio resultava més estimulant. Va estudiar física amb els físics russos Abram Ioffe, Nikolai Semiónov i Aleksandr Frídman. Khariton estava especialment fascinat per la tasca de Semiónov la investigació del qual utilitzava les tècniques de la física en la química, que Semiónov va anomenar "física química". El talent de Khariton va ser reconegut per Semiónov, que va donar suport al seu projecte de recerca en investigacions sobre la capacitat d'emissió de llum de fòsfor combinada amb oxigen i va informar dels resultats en llengües alemanya i russa. El 1926, Khariton va completar la seva llicenciatura en física per l'Institut Politécnic de Leningrad i va acabar el seu projecte de recerca mentre es preparava per al seu primer viatge a l'estranger a Anglaterra.
Abans de marxar, Semiónov el va presentar a Piotr Kapitsa que va demanar a aquest últim que ajudés en Iuli a obtenir una beca al laboratori Cavendish d'Anglaterra. A Anglaterra, Khariton va assistir a la Universitat de Cambridge per fer el seu doctorat en física sota la direcció d'Ernest Rutherford el 1926. A Cambridge va treballar amb James Chadwick en la investigació de la sensibilitat de l'ull respecte als impulsos de llum febles i la radiació alfa. Khariton es va doctorar el 1928 a la Universitat de Cambridge.

### Projecte soviètic de la bomba atòmica
El 1928, Khariton va decidir establir la seva residència a Alemanya per estar a prop de la seva mare, però va quedar consternat i espantat per la propaganda política del Partit Nazi a Alemanya; per tant, tornà a la Unió Soviètica mentre la seva mare marxava cap a Palestina.
El 1931, es va incorporar a l'Institut de Química Física i, finalment, va dirigir el laboratori d'explosió fins al 1946, en estreta col·laboració amb un altre físic rus, Iàkov Zeldóvitx, en reaccions en cadena químiques exotèrmiques.
El 1935, es va doctorar en ciències físiques i matemàtiques. Durant aquest període, Khariton i Zeldóvitx van dur a terme experiments sobre les reaccions en cadena de l'urani. L'agost de 1939, Zeldóvitx, Khariton i Aleksandr Leipunski van lliurar treballs sobre el procés teòric de les reaccions de la cadena de la fissió nuclear en una conferència a Khàrkiv, Ucraïna; aquesta va ser l'última discussió preguerra de les reaccions en cadena a l'URSS.
Durant la Segona Guerra Mundial, el coneixement de Khariton sobre la física de les explosions es va utilitzar en estudis experimentals sobre armes soviètiques i estrangeres, mentre continuava dirigint l'Institut de Física Química.
El físic Ígor Kurtxàtov va demanar a Khariton que formés part del projecte atòmic soviètic el 1943, al laboratori núm. 2 de l'Acadèmia de Ciències de l'URSS. El maig de 1945, com a part d'un equip de físics enviats a Berlín per investigar el projecte de les bombes atòmiques nazis, Khariton va trobar 100 tones d'òxid d'urani, que va ser transportat de tornada a Moscou; això va reduir el temps de desenvolupament per a la producció domèstica de plutoni. Després dels bombardejos a Hiroshima i Nagasaki, es va constituir un Comitè Especial que incloïa Kurtxàtov i Khariton. Khariton es va convertir en director científic del KB-11 (oficina de disseny-11) també conegut com a Arzamas-16 i col·loquialment com la 'Instal·lació', situada a la ciutat tancada de Sarov, óblast de Nijni Nóvgorod per desenvolupar armes nuclears soviètiques (l'organització és ara coneguda com a Institut Panrús de Recerca Científica en Física Experimental o VNIIEF, per les seves sigles en rus). Khariton va romandre com a director científic durant 46 anys.
El 1949, ell i Kiril Sxolkin van informar al Comitè especial sobre el progrés de la primera arma nuclear soviètica, l'RDS-1, que es va provar el 29 d'agost d'aquell mateix any. Mostrava deferència envers els superiors polítics, però va donar suport als científics que es trobaven sota ell de manera política i diplomàtica. El físic i cap de departament, Andrei Sàkharov, es va referir a ell com a "zelós i implacable amb si mateix"; va parlar pels científics quan van canviar d'enfocament un dispositiu nuclear de dues etapes amb compressió inicial a partir del 1954 (l'RDS-37) i va donar suport a les peticions de no detonar l'RDS-220 (la bomba més gran que s'ha fet mai) a causa del nombre calculat de morts per la pluja radioactiva. No donaria suport a peticions similars per aturar una prova duplicada per una segona "instal·lació" a Snéjinsk, que considerava que eren divisives, i no intercediria en alguns casos personals amb càrrega política.
La seva diplomàcia suposava absorbir crítiques i humiliacions dels líders polítics que anaven i venien. El KB-11 de vegades era molest per tenir un nombre important de personal amb avantpassats jueus, inclòs Khariton. La segona "instal·lació", sota la direcció de Ievgueni Zababakhín, en tenia menys i hi havia relacions professionals incòmodes; els polítics s'hi referien humorísticament com a "Egipte", amb implicacions comparatives òbvies amb el KB-11: el menjador del KB-11 es denominava "la sinagoga".

### Vida posterior
Fou elegit membre corresponent de l'Acadèmia de les Ciències de l'URSS el 1946 i membre complet el 1953. Des del 1956 fou membre del PCUS.
Fou diputat al Soviet Suprem de l'URSS de la tercera a l'onzena legislatura.
Va ser un dels acadèmics de l'Acadèmia de Ciències de l'URSS que va signar el 1973 una carta de científics al diari Pravda on es condemnava el "comportament de l'acadèmic Andrei Sàkharov". A la carta, Sàkharov era acusat de "fer diverses declaracions que desacrediten el sistema polític, les polítiques estrangeres i nacionals de la Unió Soviètica" i els acadèmics van qualificar les seves activitats de drets humans com a "desacreditar l'honor i la dignitat del científic soviètic".
Va estar casat i va tenir una filla. El seu lloc de descans es troba al cementiri de Novodévitxi, a Moscou.

## Premis
- Tres vegades Heroi del Treball Socialista (29/10/1949; 08/12/1951; 01/04/1954)
- Dues Medalles d'Or de la Falç i el Martell (4/1/1954; 29/10/1959)
- Sis Ordes de Lenin (29.09.1949; 11.09.1956; 03.03.1962; 27.02.1964; 26.02.1974; 24.02.1984)
- Orde de la Revolució d'Octubre (26/04/1971)
- Orde de la Bandera Roja del Treball (10/06/1945)
- Orde de l'Estrella Roja (24.09.1944)
- Premi Lenin (07/07/1956)
- Tres Premis Stalin (29/10/1949, 12/06/1951, 31/12/1953)
- Medalla Kurtxàtov (1974)
- Medalla d'Or Lomonóssov (1982)
- Medalla del Centenari de Lenin
- Medalla per la Tasca Meritòria durant la Gran Guerra Patriòtica de 1941-1945
- Medalla del 20è Aniversari de la Victòria en la Gran Guerra Patriòtica
- Medalla del 30è Aniversari de la Victòria en la Gran Guerra Patriòtica
- Medalla del 50è Aniversari de la Victòria en la Gran Guerra Patriòtica
- Medalla pel Desenvolupament de les Terres Verges
- Medalla de jubileu "300 anys de la flota russa"
- Medalla dels Treballadors Veterans
- Medalla del 250è Aniversari de Leningrad